# Trigonophora jodea
Trigonophora jodea é uma espécie de insetos lepidópteros, mais especificamente de traças, pertencente à família Noctuidae.
A autoridade científica da espécie é Gottlieb August Wilhelm Herrich-Schäffer, tendo sido descrita no ano de 1850.
Trata-se de uma espécie presente no território português.